# 高雄市客家文物館
高雄市客家文物館，位於臺灣高雄市三民區新客家文化園區內，是全國首座針對客家族群而成立的文物館。主體為一紅瓦琉璃的三合院式建築，作為展示客家文物及舉辦客家文化活動的場所。

## 歷史
高雄市政府於1995年籌建客家文物館，館內展示文物由高雄褒忠義民廟管理委員會專款購贈。為推廣、保存及展示客家文化，提供鄉土、文史教材，舉辦教學推廣活動以及客家母語、歌謠等師資培訓。
- 1997年11月3日正式動工。建築主體為地上一層、地下一層。
- 1998年10月完工，11月22日落成啟用。經營目標為整合成為客家文化園區。
- 2002年12月設立客家圖書館。

## 簡介
台灣的客家人大都來自於廣東東部，其中根據地區和客家話腔調分為: 四縣客 ，海陸客、大埔客、詔安客、饒平客。台灣的四縣客主要分布在中北部的桃園、苗栗以及南部的美濃與屏東的八個鄉鎮。根據2003政府委託國立中山大學調查，高雄市客家人至少有三十五萬人之多，不管是來自於台灣各個角落，他們之間的差別僅有語言或者是對於客語間用字遣詞的差別，因為對於他們來說，語言只是溝通的一部份，他們彼此之間更用”心”去溝通。高雄市客家人的分部主要集中於三民區，但由於客家人隱性的習慣使然，不擅於在大庭廣眾之下使用並非主流的客家語，更重要的應該是因為整個社會和大環境的壓力下，閩南語和國語為各行各業主要的溝通語言，因此客家語便不被廣泛的聽與說。然而，客家人長期因台灣政治社會環境的變遷，成為主流文化的邊陲，在社會上變成隱形族群，也造成客家文化面臨嚴重流失的問題，民國94年1月1日高雄市客家事務委員會正式成立，因此他們積極籌備計畫，於三民區建造台灣最早的一座客家文化園區，位於高雄市三民區二號公園內，是台灣地區首座針對客家族群成立的文物館。主體為一紅瓦琉璃的三合院式建築，作為展示客家文物及舉辦客家文化活動的場所。

## 館藏特色
館內的設施包含文物主題館、圖書館、展覽室、教學視聽室、攝影展示室及會議室等，並於2011年底起進行館內除舊佈新工程，規劃在2012年4月中旬正式開館，館內將有多元化互動式體驗，讓民眾能夠更加細膩的去體驗客家文化的精髓，其中也有兒童互動體驗區，讓小朋友們更深入了解客家文化的歷史淵源，館內的展示櫃以及展示物品也將全面整裝，讓參觀的民眾能夠更加輕鬆的遊走在館內欣賞這台灣最悠久的歷史文物館。
- 文物主題館：展出農耕傢具、民間禮俗用器等文物。
- 攝影展示室：展出客家民俗、高雄歷史等老相片。
- 客家圖書館：藏有客家文學、文獻鄉土誌等書籍，並有典藏瑰寶「百家族譜」。

## 參觀資訊
- 開放時間：週二至週日、例假日09：00～17：00。週一休館。
- 地址：高雄市三民區同盟二路215號

## 交通資訊

### 公車
| 編號 | 經營業者   | 區間                 | 備註 |
| ---- | ---------- | -------------------- | ---- |
| 紅28 | 南台灣客運 | 客家文物館－汾陽路口 |      |

### 公共自行車
- 高雄市公共自行車租賃系統：
  - 客家文物館：同盟二路215號東北側

## 外部連結
- 高雄市新客家文化園區
- 高雄市政府客家事務委員會 （页面存档备份，存于）
- 新客家文化園區（高雄市客家文物館）- 高雄旅遊網